# اوتو (کمون)
اوتو (به فرانسوی: Authou) یک کمون در فرانسه است که در شهرستان اور واقع شده‌است. اوتو ۲٫۹۶ کیلومتر مربع مساحت دارد ۴۵ متر بالاتر از سطح دریا واقع شده‌است.